# Psykter

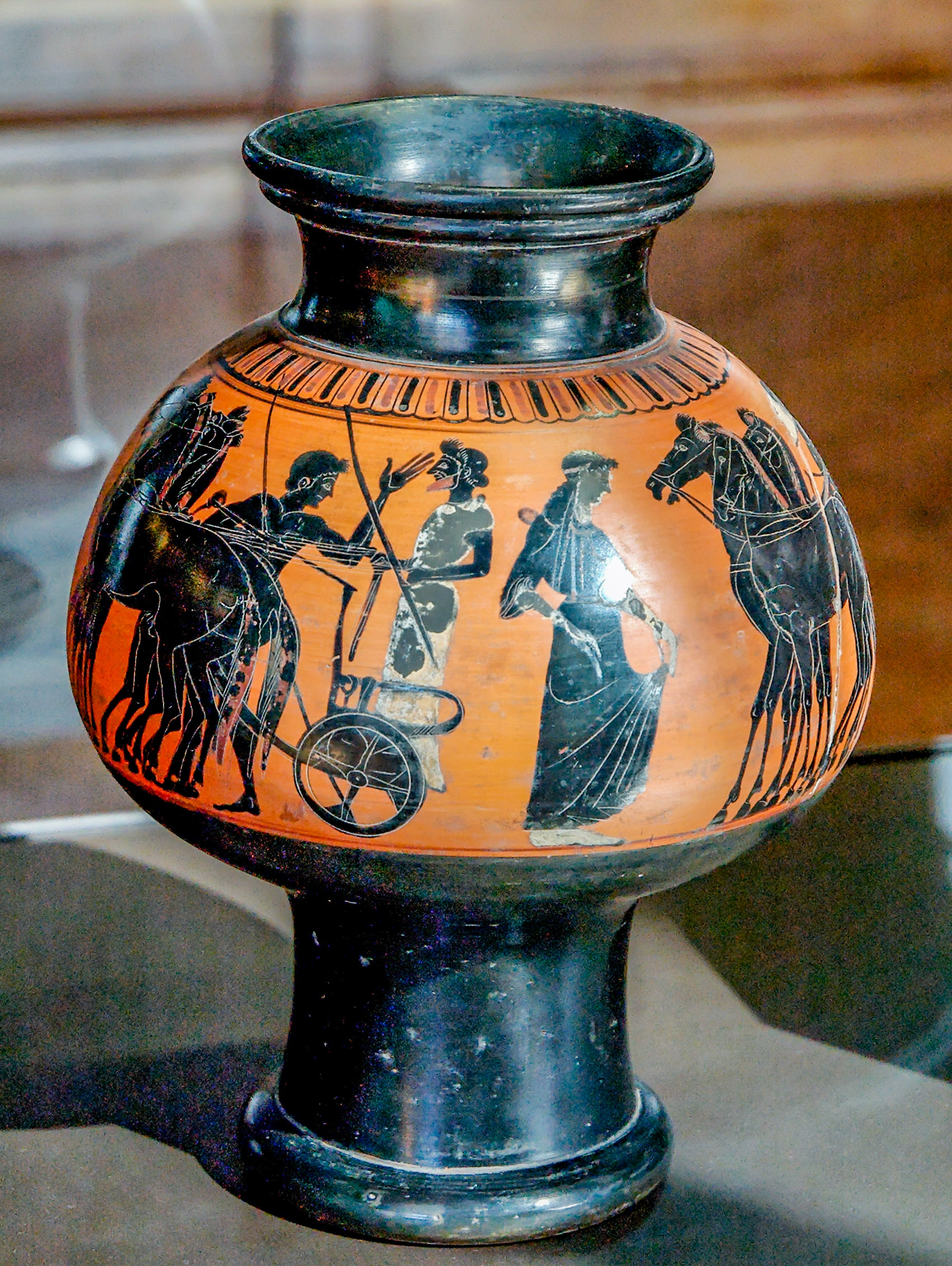
Esempio di uno psykter (Louvre)

Lo psyktèr (ψυκτήρ, plurale ψυκτῆρες, psyktḕres) è un tipo di vaso greco caratterizzato da un corpo bulboso posizionato sopra un piede alto e stretto che veniva usato per refrigerare il vino. Il nome è antico, derivato dalla funzione del vaso e applicato a ogni forma vascolare similmente utilizzata. Sembra essere stato inventato verso la fine del VI secolo a.C., nel periodo di formazione dello stile a figure rosse. Uno dei più antichi psyktèr conosciuti reca la firma del vasaio Nicostene, e se ne hanno esempi fino alla metà del V secolo a.C.
La forma particolare consentiva al vaso di galleggiare all'interno del cratere riempito di liquido o di reggersi autonomamente sul proprio piede. Esistono rappresentazioni dipinte che mostrano questo vaso immerso in crateri (ad esempio l'oinochoe al Museo archeologico nazionale di Atene 1045) e la decorazione degli psyktèr sembra essere eseguita in funzione dell'utilizzo del vaso che ne avrebbe consentito la vista solo per metà (il piede e una striscia nella parte inferiore del corpo sono di colore uniforme).
Non è chiaro se fosse lo psyktèr a contenere il vino e il cratere ghiaccio, neve o acqua fredda, o viceversa. Esistono esemplari di vasi aventi la stessa funzione che, in luogo dell'utilizzo di due vasi, sono dotati di una propria camera interna e possono avere una conformazione simile al cratere o simile all'anfora (prevalentemente a collo distinto).